# Rébellion Khamba
La Rébellion Khamba de 1934 fut une rébellion qui éclata dans la province tibétaine orientale du Kham contre le gouvernement tibétain de Lhassa et les Chinois ,. Les révoltés étaient des Khambas de la tribu des Pandatsang dirigés par deux frères : Pandatsang Togbye et Pandatsang Rapga.

## La révolte de 1934
Les Pandatsang étaient une famille de très riches négociants de laine du Kham ayant tissé des relations commerciales étroites avec la plupart des tribus présentes dans la province. Cela leur donnait une énorme influence économique mais aussi sociale et morale. Nyigyal était le chef de la famille. Des maximes locales disaient "Sa spang mda' gnam spang mda'." (La terre est Pangda, le ciel est Pangda.) et "je suis lié à Pangda, qu'allez-vous faire pour moi?". 
Les Pandatsang qui furent les artisans de la rébellion contre Lhassa en 1934 (l'aîné, Pandastang Togbye, organisa et dirigea la rébellion de 1934) et qui fondèrent le Parti progressiste tibétain (le cadet, Pandatsang Rapga, en 1939 à Kalimpong en Inde).
Pandatsang Rapga était le frère de Pandastang Togbye (également orthographié Topgyay), qui était un grand ami de Thupten Kunphel-la, grand conseiller du 13e Dalaï Lama Thubten Gyatso mort en 1933. Il dirigeait le xian de Nyêmo situé entre Shigatsé et Lhassa, dans l'Ü-Tsang. Son mode de vie occidental et son échec à soigner le dalaï lama firent que le très influent Thupten Kunphel-la fut brutalement écarté du pouvoir. En réaction, en 1934, Pandatsang Togbye organisa une révolte contre le gouvernement tibétain dans les zones qu'ils contrôlait dans la partie ouest de Kham, représentant près d'un tiers de l'ensemble de la province. Son frère dirigeait toutes les opérations militaires tandis que Pandatsang Rapga, plus lettré, gérait et administrait les terres sous leur contrôle. Leur objectif était d'attaquer Lhassa et de s'emparer de Chamdo.
Cette révolte espérait obtenir le soutien des nombreux moines et lamas des grands monastères du Kham mais le gouvernement tibétain réagit promptement : la résidence de la famille à Lhassa fut confisquée et les membres du clan bannis. Cependant, des négociations s'ouvrirent très vite, car la régence ne voulait pas spolier le principal exportateur de laine tibétaine et donc amoindrir les recettes fiscales commerciales du pays. Ainsi, on décida de ne pas persécuter davantage les membres du clan rebelle.
L'appel à la révolte contre Lhassa ne semble pas avoir été très populaire, et, deux mois plus tard, lorsque le gouverneur du Kham a contre-attaqué avec un grand contingent de troupes, il n'eut pas beaucoup de difficultés à vaincre les Pandatshang qui n'avaient d'autre solution que de se réfugier à Batang, dans la région du Kham contrôlé par la Chine.
Quand l'armée de Togbye traversa le Yangtsé, ils furent contraints de se battre contre la clique du Sichuan de Liu Wenhui et l'armée du parti communiste chinois qui fuyant vers le Nord durant la Longue marche traversait cette partie du Tibet.
Pandastang Rapga, ne disposant plus d'une force militaire et constatant l'échec de sa révolte, dut fuir le Kham et s'exila à Kalimpong en Inde via Kanting puis à Nankin.
Il semble, selon Gray Tuttle, que Pandastang Ragpa adhéra aux idéaux de Sun Yat-sen et fit plusieurs traductions de ses œuvres en tibétain.